# Nucleus supraopticus
De nucleus supraopticus is een belangrijke structuur in de hypothalamus van de hersenen die een cruciale rol speelt in de regulatie van de vochtbalans en bloeddruk.

## Klinische betekenis
De kennis van de functies en de pathologie van de nucleus supraopticus is van groot belang voor de klinische praktijk, vooral in de endocrinologie en neurologie, waar hormonale en neurologische aandoeningen centraal staan.
Klinisch gezien is deze kern vooral significant vanwege zijn productie van twee hormonen: antidiuretisch hormoon (ADH, ook bekend als vasopressine) en oxytocine. Deze hormonen hebben directe effecten op verschillende lichaamsfuncties die klinisch relevant zijn.

### Productie van hormonen
- Antidiuretisch hormoon (ADH): ADH helpt bij het reguleren van de waterhuishouding door de nieren aan te sporen meer water terug te absorberen in de bloedbaan, wat de urineconcentratie verhoogt. Dit mechanisme is cruciaal voor het handhaven van een stabiele interne omgeving.
- Oxytocine: Dit hormoon speelt een rol bij de bevalling door het stimuleren van weeën en is essentieel voor de borstvoeding, waar het de melkafgifte bevordert.

### Aandoeningen
- Diabetes insipidus: Schade aan de nucleus supraopticus of de neurale verbindingen naar de achterste hypofyse kan leiden tot een tekort aan ADH, wat resulteert in diabetes insipidus. Patiënten met deze aandoening ervaren extreme dorst en produceren grote hoeveelheden verdunde urine.
- Hydratatie- en elektrolytenonbalans: Gezien de rol van ADH in de water- en zouthuishouding, kan disfunctie van de nucleus supraopticus leiden tot significante verstoringen in hydratatie en elektrolytenniveaus.

### Diagnostiek en behandeling
- MRI- en CT-scans: Beeldvormende technieken zoals MRI- en CT-scans kunnen worden gebruikt om de hypothalamus te beoordelen en mogelijke afwijkingen in de nucleus supraopticus te identificeren.
- Hormoontherapie: In gevallen van hormoontekorten zoals bij diabetes insipidus kan behandeling bestaan uit het toedienen van synthetische ADH.